# Josep Llinàs i Messeguer
Josep Llinàs i Messeguer (Vilanova i la Geltrú, 25 de novembre de 1930 – Barcelona, 27 d'octubre de 2013) va ser un jugador d'hoquei sobre patins català de la dècada de 1950.
Va formar-se al Club Patín de Barcelona, amb el qual va aconseguir l'ascens a la primera divisió la temporada 1948-49 i la temporada va aconseguir el campionat d'Espanya. Posteriorment, va jugar amb altres equips catalans del campionat de Catalunya i d'Espanya, destacant el RCD Espanyol, amb el qual va guanyar dos Campionats de Catalunya i una Copa de les Nacions el 1953, el FC Barcelona i l'Apolo Patín Club. L'any 1958 va fitxar pel Club Patí Vilanova i un any després al Joventut de Badalona. Internacional amb la selecció espanyola d'hoquei sobre patins va proclamar-se campíó del Món de 1951. Va retirar-se de la competició al final de la temporada 1959-60.

## Palmarès
Club Patí
- Campionat d'Espanya:
  - 1950

RCD Espanyol
- Campionat de Catalunya:
  - 1952, 1953
- Copa de les Nacions:
  - 1953

Espanya
- Campionat del Món:
  - 1951